# Dicranophragma (Dicranophragma) dorsolineatum
Dicranophragma (Dicranophragma) dorsolineatum is een tweevleugelige uit de familie steltmuggen (Limoniidae). De soort komt voor in het Oriëntaals gebied.